# Frans Oort

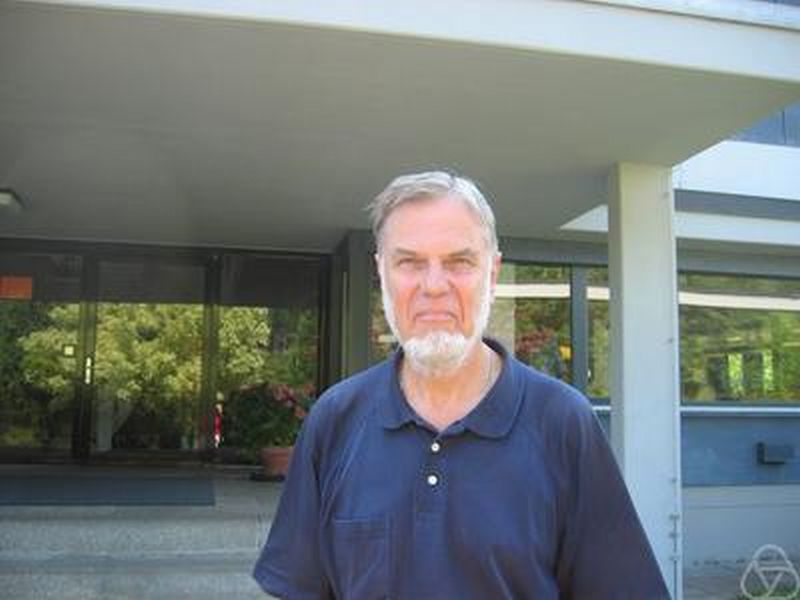
Frans Oort

Frans Oort (Bussum, 17 juli 1935) is een Nederlands wiskundige en emeritus-hoogleraar zuivere wiskunde.
Oort, zelf ook zoon van een wiskundige, studeerde wiskunde aan de Universiteit van Leiden van 1952 tot 1958 waar hij afstudeerde met een scriptie over elliptische krommen. Hierna deed hij tussen 1958 en 1961 zijn promotieonderzoek bij Willem van Est en Jacob Murre te Leiden, Aldo Andreotti te Pisa en Jean-Pierre Serre aan het Collège de France in Parijs. Van 1961 tot 1977 was hij werkzaam als wiskundige aan de Universiteit van Amsterdam waarvan sinds 1967 als hoogleraar zuivere wiskunde. In 1966 en 1967 was hij verbonden aan de Harvard-universiteit (Cambridge MA, USA), en in 1972 en 1973 was hij verbonden aan Universiteit van Aarhus in Denemarken Van 1977 tot 2000 was hij hoogleraar zuivere wiskunde / fundamentele wiskunde aan de Universiteit van Utrecht. In het najaar 2008 was hij als Eilenberg-professor verbonden aan Columbia-universiteit in New York. Naast vele publicaties op zijn vakgebied,  publiceerde hij tevens over de mathematische aspecten in het werk van Johann Sebastian Bach en was hij promoter van succesvolle wiskundigen van een nieuwe generatie. Oort is samen met neerlandicus en auteur Marijke Harberts de vader van drie zonen.

## Onderzoek
Oorts onderzoek richt zich onder andere op abelse variëteiten en hun modules. In 1994 formuleerde hij wat nu bekend staat als het vermoeden van André-Oort (waarbij hij een vermoeden uit 1989 van Yves André generaliseert). In 2000 bewees Oort een vermoeden van Grothendieck uit 1970.

## Externe bronnen
- Interview met Oort op Kennislink
- pagina Oort op site Universiteit Utrecht